# Метод кейсов
Метод конкретных ситуаций (англ. Case method, кейс-метод, метод кейсов, метод ситуационного анализа) — техника обучения, использующая описание реальных экономических, социальных и бизнес-ситуаций. Обучающиеся должны исследовать ситуацию, разобраться в сути проблем, предложить возможные решения и выбрать лучшее из них. Кейсы основываются на реальном фактическом материале или же приближены к реальной ситуации.

## История
Метод был впервые применён в Гарвардской школе бизнеса в 1924 году, чьи преподаватели быстро поняли, что не существует учебников, подходящих для аспирантской программы в бизнесе. Их первым решением данной проблемы было интервью с ведущими практиками бизнеса и написание подробных отчётов о том, чем занимались эти менеджеры, а также о факторах, влияющих на их деятельность. Слушателям давались описания определённой ситуации, с которой столкнулась реальная организация в своей деятельности, для того чтобы ознакомиться с проблемой и найти самостоятельно и в ходе коллективного обсуждения решение.

## Классификация кейсов
Структурированные кейсы (highly structured cases)
короткое и точное изложение ситуации с конкретными цифрами и данными. Для такого типа кейсов существует определённое количество правильных ответов. Они предназначены для оценки знания и/или умения использовать одну формулу, навык, методику в определённой области знаний.
Неструктурированные кейсы (unstructured cases)
материал с большим количеством данных и предназначены для оценки стиля и скорости мышления, умения отделить главное от второстепенного и навыков работы в определённой области. Для них существуют несколько правильных вариантов ответов и обычно не исключается возможность нахождения нестандартного решения.
Первооткрывательские кейсы (ground breaking cases)
могут быть как очень короткие, так и длинные. Наблюдение за решением такого кейса даёт возможность увидеть, способен ли человек мыслить нестандартно, сколько креативных идей он может выдать за отведённое время. Если проходит групповое решение, то может ли он подхватить чужую мысль, развить её и использовать на практике.
Матрица проектного (первоотрывательского) кейса включает:
- Исследовательский вопрос
- Актуальные исследовательские проблемы
- Поле типовых задач
- Эталонные управленческие решения

## Сущность кейса
Бизнес-кейс — это специально подготовленный учебный материал, который отражает конкретную проблемную бизнес-ситуацию, требующую управленческих решений со стороны менеджмента компании. В ходе занятий преподаватель направляет студентов в поиске таких решений.
В соответствии с исследованиями, проведёнными ECCH, некоммерческой организацией, специализирующейся на разработке и развитии кейс-метода в бизнес-образовании, наибольшей популярностью как у преподавателей, так и у студентов пользуются кейсы, основанные на полевых исследованиях (в отличие от кейсов, основанных на опубликованных данных). Традиционно бизнес-кейс пишется в партнёрстве академических преподавателей и менеджеров компаний.
В настоящее время наибольшее распространение получили бизнес-кейсы, написанные по североамериканским компаниям, так как именно здесь зародилась культура ситуационного анализа. Однако с конца 90-х годов деятельную роль в написании кейсов начинают принимать профессора европейских школ, ощущая недостаток национальных иллюстраций к бизнес-задачам. Благодаря международным связям деятельно включаются в этот процесс и азиатские школы. Так, например, INSEAD, европейская бизнес-школа, располагающаяся во Франции и Сингапуре, является признанным лидером в написании бизнес-кейсов по международным рынкам. В 2008 году INSEAD победил в семи из девяти категорий ECCH European Case Award.

## Зачем нужны кейсы в бизнесе
Кейс — это хороший способ показать, что может и умеет компания, не в виде кричащих рекламных заголовков и обещаний, а в виде реальной истории, то есть сделать это максимально наглядно. 
Кейсы помогают устранить следующие возражения:
- Есть ли у вас опыт решения таких задач?
- Достаточно ли ваша компания компетентна, чтобы разобраться в моей проблеме?
- Насколько вы профессиональны?
- Разбираетесь ли вы в данном вопросе?
- Можно ли вам доверять?
- Почему я должен выбрать именно вашу компанию?
- Что я могу получить от сотрудничества с вами?[6]